# Mỏ to đầu đen

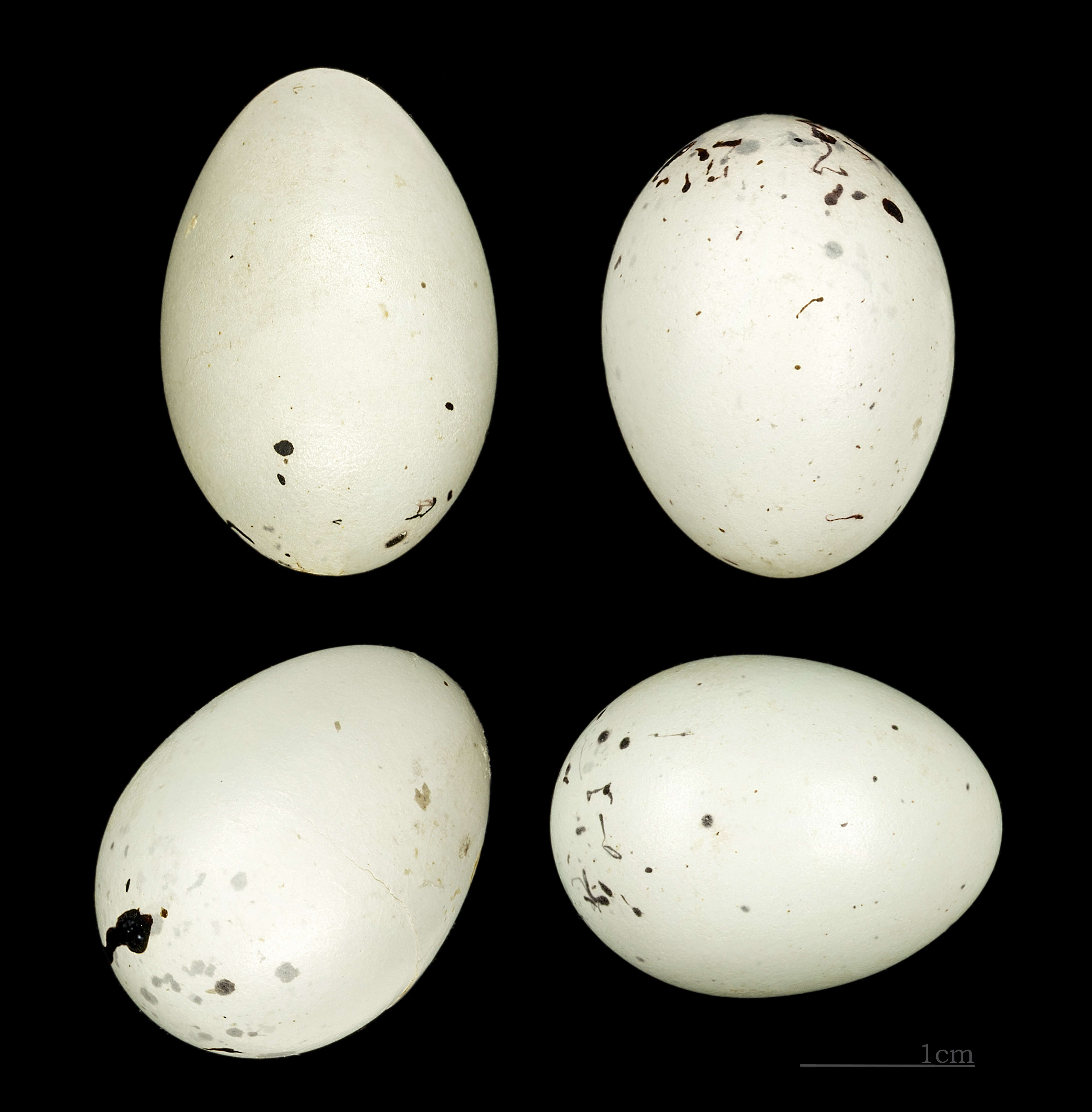
Eophona migratoria

Eophona migratoria loài chim thuộc họ Sẻ thông.
Chúng sinh sống ở Trung Quốc, Hong Kong, Nhật Bản, bán đảo Triều Tiên, Lào, Myanma, Nga, Đài Loan, Thái Lan, Việt Nam.
Môi trường sống của chúng là các khu rừng nhiệt đới và cận nhiệt đới.

## Hình ảnh

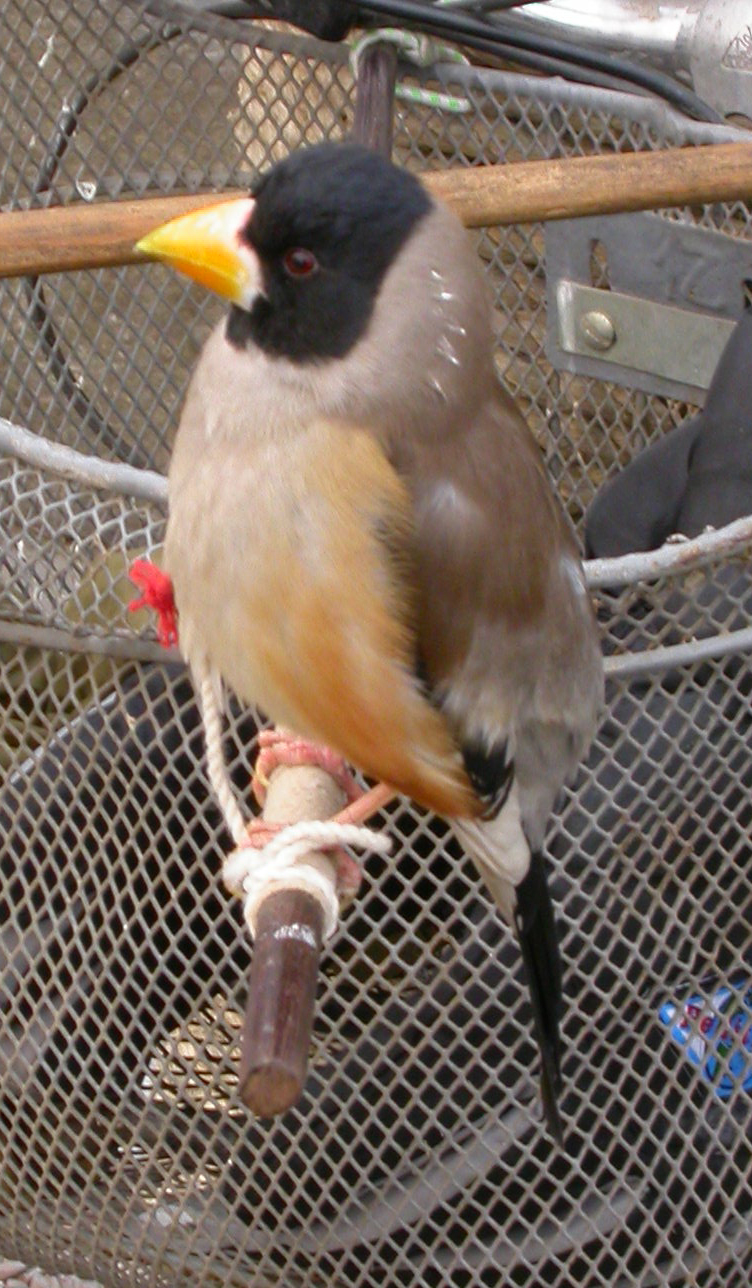
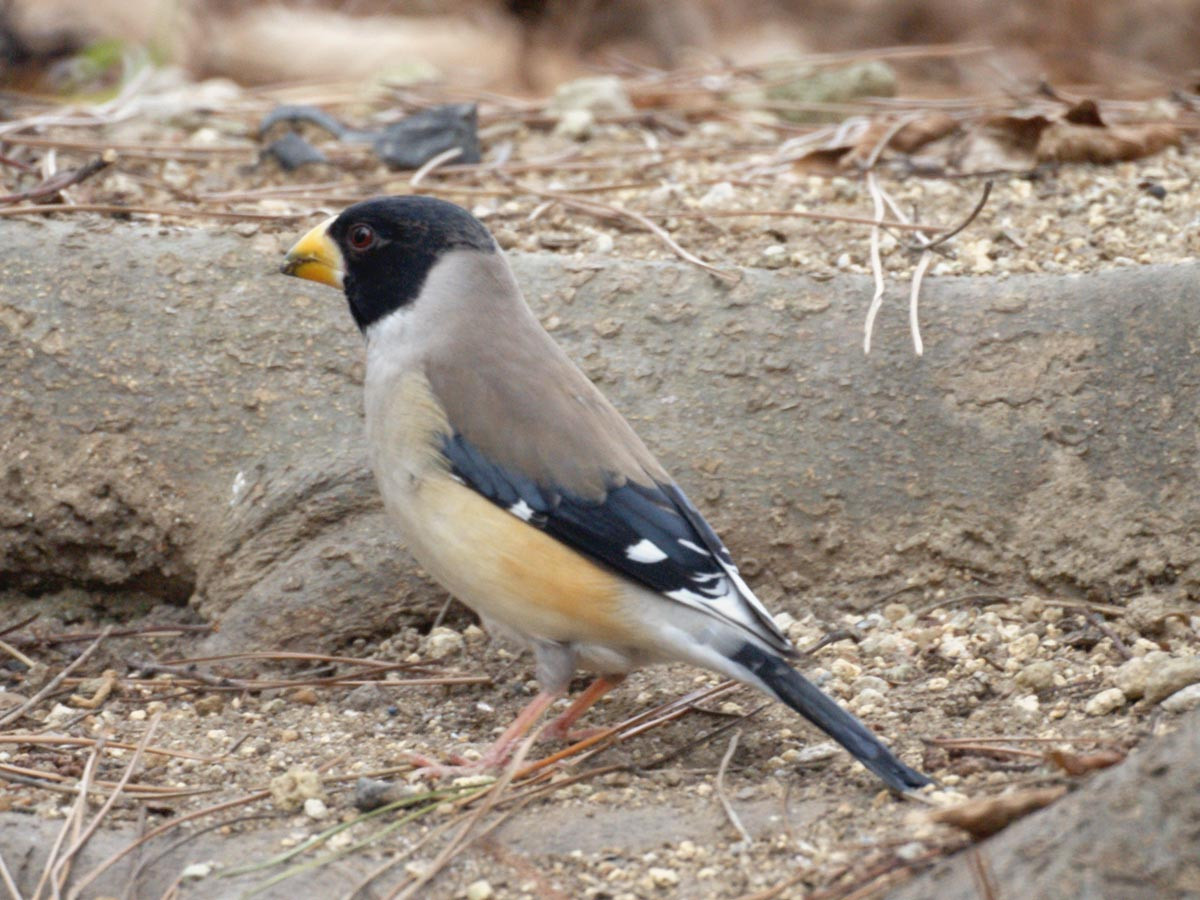
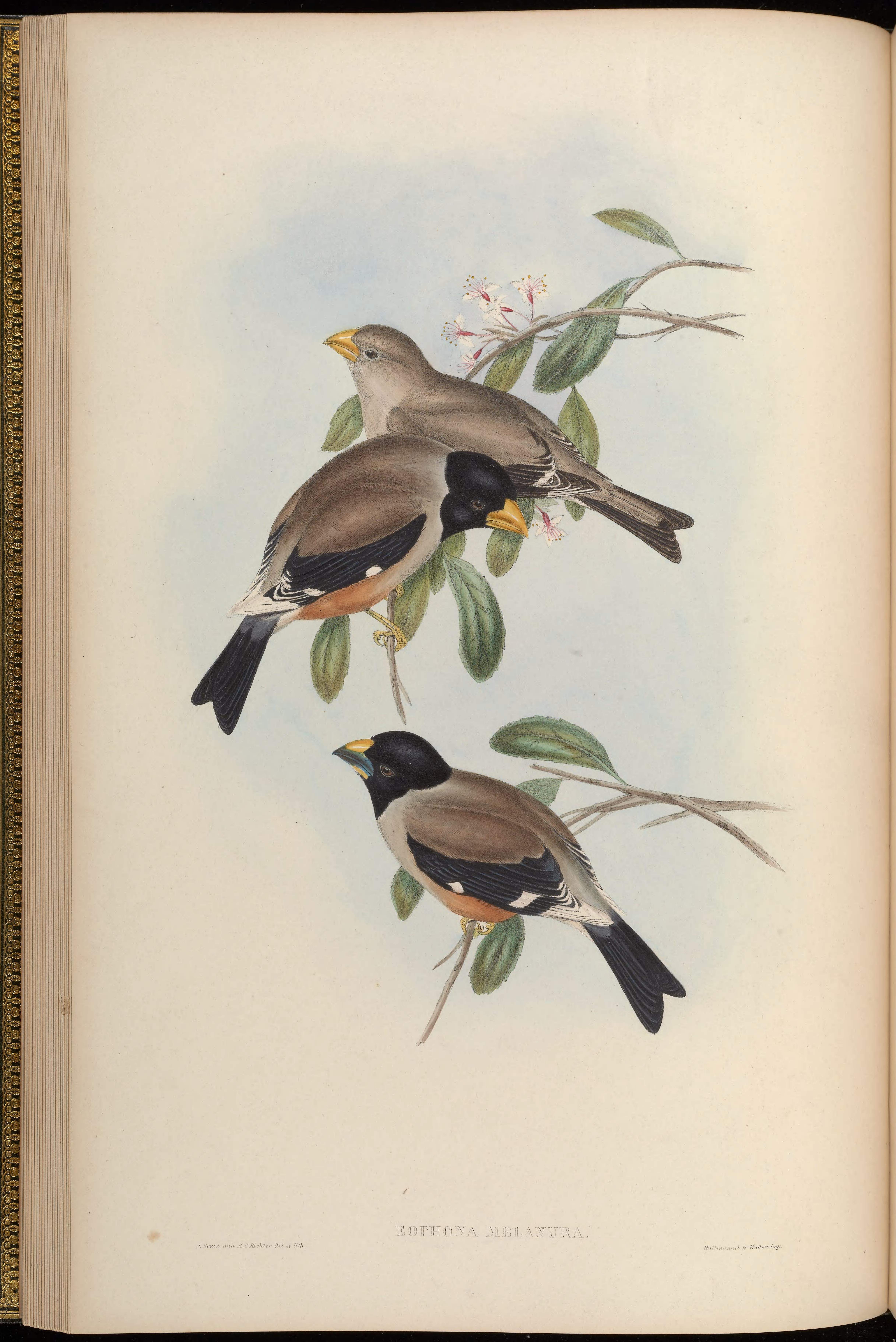
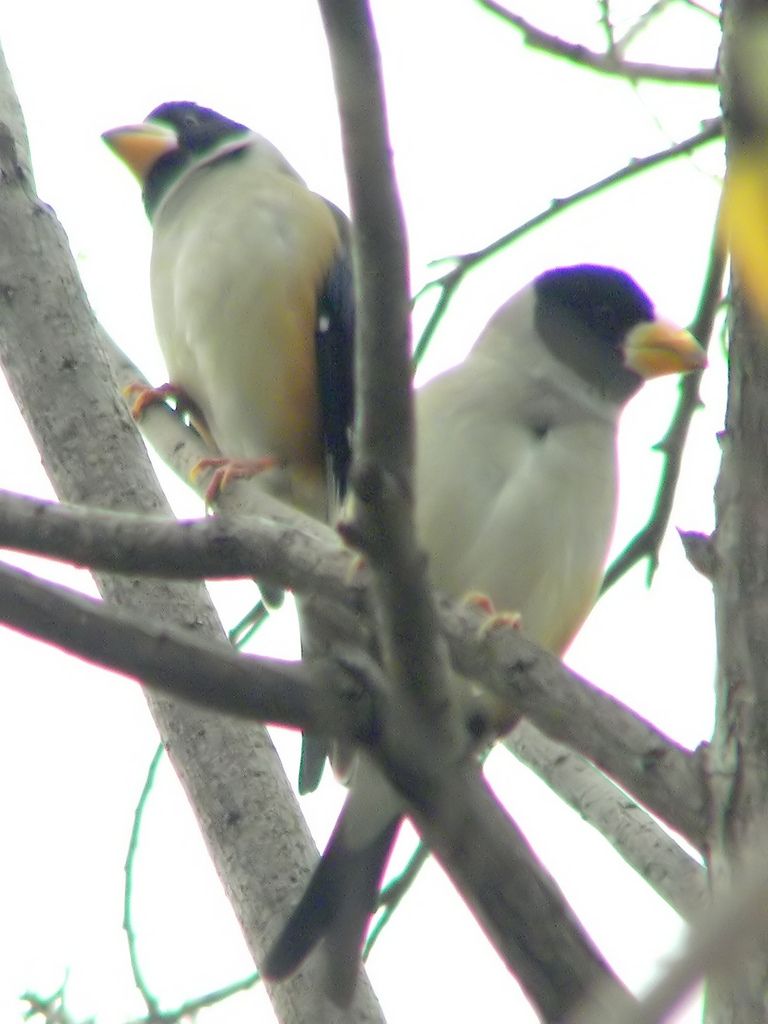